# Nicolás Chanterenne

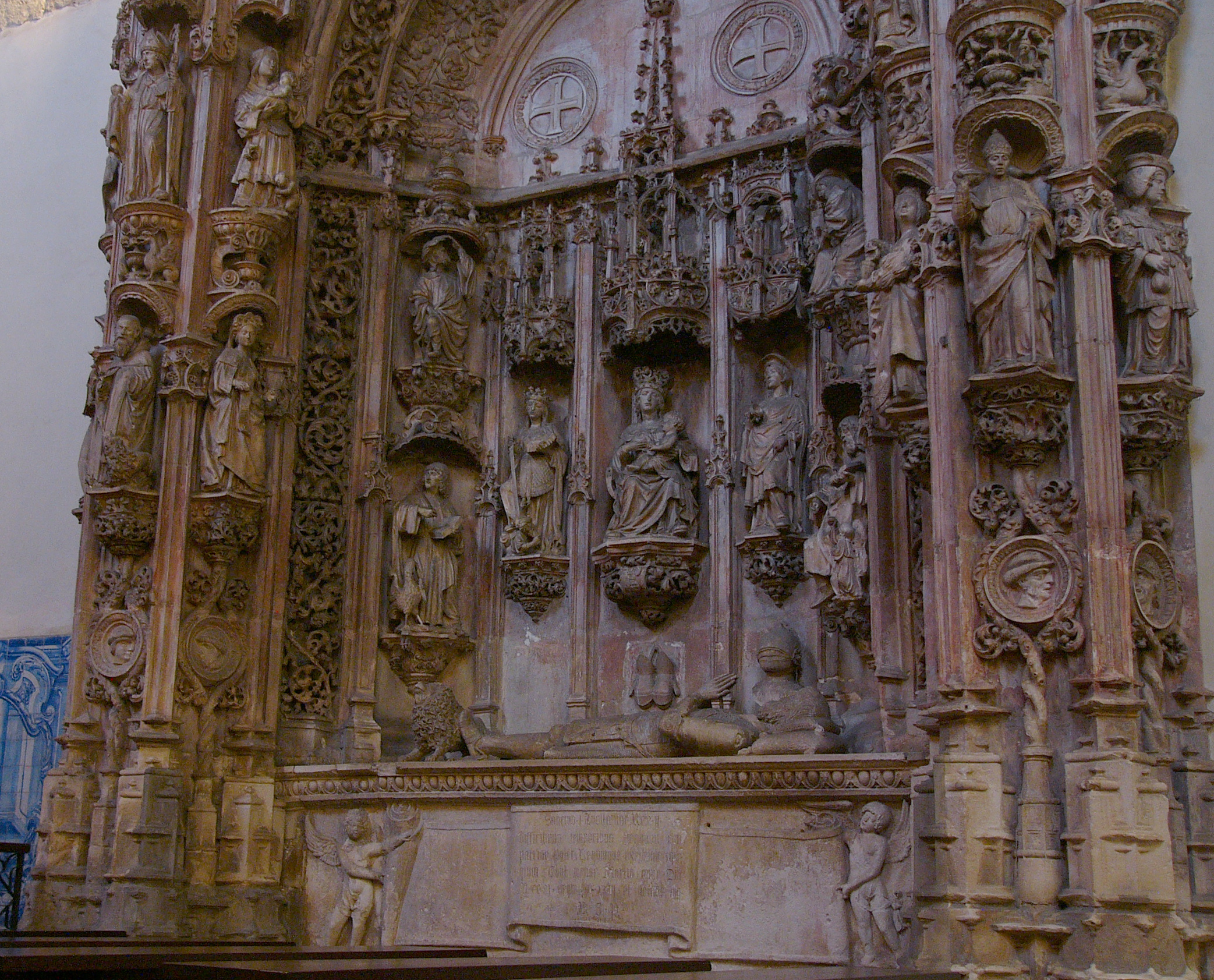
Monument funerari de Sanç I de Portugal al Monasterio de Santa Cruz

Nicolás Chanterenne (c. 1470 - 1551) va ser un escultor d'origen francès que va realitzar la major part del seu treball a Portugal entre els anys 1517 i 1551.
Se suposa que havia nascut a Lorena, que hauria passat per Itàlia abans de treballar a Santiago de Compostel·la, on es troba documentat el 1511.
La primera referència documental del mestre Nicolás a Portugal data del 1517, com a responsable de l'empresa de la porta central del Monestir dels Jerònims de Belém. A més a més dels episodis que representen la vida de la Mare de Déu (Anunciació, Nativitat i l'Epifania), Chanterenne va esculpir els retrats del Rei Manuel I i la seva esposa Maria d'Aragó i de Castella.
Va treballar en la dècada dels vint del segle xvi a Óbidos, a l'Església de Santa Maria i a Coïmbra, a la Seu Vella i al monestir de Santa Cruz on va ser responsable de les figures jacents de les tombes d'Alfons I de Portugal i Sanç I de Portugal, a la vora del centre productor de la pedra calcària més utilitzada a la major part de l'escultura executada en aquesta època: la famosa pedra d'Ança. En aquest monestir la Cruz, va deixar un magnífic púlpit i una sèrie de quatre baixos relleus (dels quals ara només hi ha tres) sobre la Passió de Crist.
A Tentúgal al monestir de Sant Marc, Nicolás Chanterenne va treballar un retaule amb l'Enterrament de Crist al centre i amb les figures dels donants a tots dos costats, Gomes da Silva i Guiomar de Castro. A la predel·la es narren en diversos episodis la vida de Sant Jeroni.
En tornar d'un viatge de Saragossa (1527-1528), va tornar a treballar per a l'Orde de Sant Jeroni el 1528 a la construcció d'un retaule d'alabastre per a l'església conventual de Pena a Sintra, que avui forma part del Palau de Pena. Aquesta magistral obra es va acabar el 1534 i es va dedicar al retrat de l'Infante D. Manuel, fill de Joan III de Portugal i Caterina d'Habsburg.
Entre 1536-1540, va ser a Évora, on es troba un conjunt d'obres renaixentistes atribuïdes a aquest artista, però sense certesa documental.